# Thabo Motsieloa
Thabo Motsieloa, född 17 november 1961 i London, England som son till Joy Mahlasela och James Motsieloa, är en svensk programledare, moderator, kampsportsprofil och tidigare skådespelare. Motsieloa kom till Sverige 1962. 
Föräldrarna utvandrade från Sydafrika till England för att studera under tidigt 1950-tal. Mamman läste till sjuksköterska men hade även en examen från London School of Economics i Social Science. Pappan utbildade sig till medicine doktor. Thabo Motsieloa blev det sista av parets gemensamma barn. I hans syskonskara finns två äldre systrar samt en yngre syster på pappans sida. Thabo är gift med författaren Eva Callenbo Motsieloa och har tre vuxna barn från två tidigare förhållanden.
Motsieloa skrev krönikor för Aftonbladet i början av 1990-talet, innan han gick vidare till TV där han ledde program som Svart eller vitt, Cold Case Sverige och Drevet. Hösten 2013 ledde han Aftonbladets webb-tv satsning Brottscentralen tillsammans med Lennart Ekdal.. Från våren 2017 och framåt har Thabo gjort Brottscentralen för "Expressen"TV.
Som skådespelare har han medverkat i Speranza på Upsala Stadsteater (1992), samt vid Maximteatern i Pingst 1998 och Pengarna eller livet, båda uppsättningarna 1998.
1983 grundade han idrottsföreningen Södermalms Shaolin förening och kom att bli initiativtagare till kampsportsgalor som Allstyle open, Challenge Cup och Master Cup. I och med dessa galor blev han pionjär inom svensk kampsport att låta olika stilar möta varandra under samma regelsystem. Efter flera försök blev regelkonceptet "Allstyle" 2018 en egen idrott med Thabo som dess skapare.

## Teater

### Roller
| År   | Roll | Produktion                      | Regi       | Teater       |
| ---- | ---- | ------------------------------- | ---------- | ------------ |
| 1998 |      | Pengarna eller livet Ray Cooney | Lars Amble | Maximteatern |